# 電源地帯
電源地帯（でんげんちたい）とは、種々の発電が集中して行われている地域を指す。

## 主な電源地帯

### 日本
- 日本アルプス - 富山県の黒部川、常願寺川などの急流の他、信濃川の上流域あたりに多くのダムが建設され重要な電源地帯となっている。
  - 信濃川（千曲川）及びその支流（犀川、梓川など）
- 阿賀野川及びその支流只見川、日橋川など
  - 会津高原
- 福島県は様々な形態の発電所が建設された電源地帯である。
  - 水力発電
    - 阿賀川源流域の一つである磐梯高原、猪苗代湖の豊富な水とその落差を利用し安積疏水、日橋川では水力発電が明治・大正時代より行われ日本の近代化に貢献してきた地域でもある。
      - 猪苗代湖と安積疏水の落差を利用した沼上発電所は、日本で初めての高圧送電を利用した長距離送電が郡山市内まで行われ紡績・繊維産業の発展に貢献した。
      - 日橋川の総発電量は16万キロワット時に及び、その豊富な電力を利用したアルミ製品、金属工業などの近代工業の工場が古くから稼働している。

    - 昭和に入り、只見川・阿賀川は上流域から下流域までくまなくその水資源を有効活用した水力発電所が各所に設けられ日本を代表する電源地帯となった。
      - カルデラ湖である沼沢湖と宮下ダム湖（只見川）の落差約220mを利用した揚水式発電所は50年以上の歴史を持つ。

    - 阿武隈川及びその支流では日本の電力創世期の頃より電源開発が盛んに行われ多数の小水力発電所が立地し、現在も稼働を続けている発電所が多い。
    - 阿武隈高地東部では「畑川断層」・「双葉断層」などの断層による断崖状の壁面を侵食した渓谷の急流による落差を利用した水力発電所が多数立地している。

  - 原子力発電
    - 浜通り地方南部では東京電力・福島第一原子力発電所（定格470万kw）、福島第二原子力発電所（定格440万kw）が稼働していた。

  - 火力発電
    - 東北電力及びその系列の新地発電所、原町火力発電所、勿来発電所が稼働している。
    - JERA広野火力発電所（総出力380万kW、1号機～4号機石油燃料、5号機石炭燃料）が稼働している。

  - 地熱発電
    - 日本の地熱発電所の中で単一ユニットとしては国内最大出力の東北電力・柳津西山地熱発電所（最大出力65,000kW）が稼働している。

  - 風力発電
    - 風車33基を備える発電所出力65,980kwの国内最大級出力の電源開発・郡山布引高原風力発電所が稼働している。

### アメリカ合衆国
- グランドクーリーダム